# 空港通り (福岡市)
空港通り（、ローマ字表記: Kūkō Dōri）は福岡県福岡市博多区の博多駅（バスターミナル前）交差点から福岡空港南交差点までの福岡市道博多駅前線・国道385号・市道下臼井博多駅線・福岡県道551号別府比恵線・福岡県道574号水城下臼井線4.5 kmに付けられた福岡市道路愛称。

## 概要
博多駅と福岡空港をほぼ一直線で結ぶ道路である。堅粕交番前交差点付近から空港通出入口までは、直上を都市高速が通過しており、福岡高速3号空港線は全線この通りの直上を通過する。
ちなみに、並走する地下鉄空港線は、博多駅から東進し百年橋通り直下の東比恵駅を通り、福岡空港の滑走路直下を横切る形で建設されており、この通りの地下は通過しない。

## 地理

### 通過する自治体
- 福岡市（博多区）

### 交差する道路
| 交差する道路                                  | 交差する場所               |
| --------------------------------------------- | -------------------------- |
| 〈住吉通り〉 県道43号博多停車場線〈大博通り〉 | 博多駅（バスターミナル前） |
| 国道385号〈竹下通り〉                         | 博多駅東                   |
| 国道3号                                       | 東光二丁目                 |
| 福岡高速3号空港線 空港通出入口                |                            |
| 国道3号（福岡南バイパス）〈百年橋通り〉       | 空港口                     |
| 県道551号別府比恵線                           | 空港北口                   |
| 県道551号別府比恵線 県道574号水城下臼井線     | 稲城                       |
| 県道45号福岡空港線                            | 空港南                     |
| 県道45号福岡空港線                            |                            |

### 沿線にある施設など
- 博多バスターミナル
- 博多駅
- 福岡市立堅粕小学校
- 福岡市立東光中学校
- 榎田中央公園
- 福岡空港

## 名前の由来
- 福岡空港と博多駅を結ぶ通りであることから（1979年の福岡市制施行90周年を記念した道路愛称事業により制定）。